# Cervera de Pisuerga
Cervera de Pisuerga – gmina w Hiszpanii, w prowincji Palencia, w Kastylii i León, o powierzchni 326,26 km². W 2011 roku gmina liczyła 2572 mieszkańców.